# (31787) Darcylawson
(31787) Darcylawson est un astéroïde de la ceinture principale.

## Description
(31787) Darcylawson est un astéroïde de la ceinture principale. Il fut découvert le 18 mai 1999 à Socorro (Nouveau-Mexique) par le projet LINEAR. Il présente une orbite caractérisée par un demi-grand axe de 2,77 UA, une excentricité de 0,12 et une inclinaison de 7,1° par rapport à l'écliptique.

## Compléments